# Heizkraftwerk Minden
Das Heizkraftwerk Minden ist ein Ersatzbrennstoffkraftwerk in der ostwestfälischen Stadt Minden
und ist als Heizkraftwerk ausgelegt. Standort ist die Karlstraße im  Mindener Industriehafen. Pro Jahr können Ersatzbrennstoffe von bis zu 40.000 Tonnen verbrannt werden.

## Geschichte
Das Heizkraftwerk wurde in Verantwortung der interargem GmbH durch die Energon GmbH geplant und gebaut und 2002 in Betrieb genommen. Energon griff dabei auf eine siebenjährige Forschung in Norwegen zurück, die dann zu einer neuen Feuerungstechnologie mit optimierter Verbrennung und geringen Emissionen deutlich unterhalb der Grenzwerte der Verordnung über Verbrennungsanlagen für Abfälle und ähnliche brennbare Stoffe führte. 2007 wurde es von der dem Kreis Minden-Lübbecke gehörenden AML Immobilien GmbH erworben. Der Vorbesitzer Energos Minden GmbH ist ein Tochterunternehmen des E.ON-Konzerns. Die AML-Immobilien GmbH ging in die KAVG Kreisabfallverwertungsgesellschaft Minden-Lübbecke (KAVAGmbH) über. Sie ist in der derzeitigen Organisationsform im Januar 2017 entstanden und umfasst sämtliche Bereiche der operativen Abfallbewirtschaftung, inklusive des Heizkraftwerkes Minden.
Im Jahr 2020 wird über die Sanierung und den Ausbau auf eine die Kapazität im Heizkraftwerk von jährlich 70.000 Tonnen gesprochen, das ist die doppelte Menge des bisher verbrannten Brennstoffs. Die maximale Auslastung soll bei 87.000 Tonnen liegen. Als Brennstoff komme sogenannter Ersatzbrennstoff in Frage, der in der Müllaufbereitung in der Entsorgungszentrum Pohlsche Heide entstehen und in erster Linie aus nicht verrottbaren und nicht verwertbaren Müll wie zum Beispiel Kunststoffe, verunreinigte Pappen oder Textilien wie Hygienetücher zusammengesetzt sind.

## Technische Daten
Das Heizkraftwerk hat eine Kesselleistung von 15 Megawatt und erzeugt 240 Grad heißen Prozessdampf. 40.000 Tonnen Ersatzbrennstoffe können pro Jahr verbrannt werden. Die Jahreswärmelieferung liegt bei zirka 100 Gigawattstunden, das an die benachbarte Siegfried PharmaChemikalien Minden GmbH abgegeben wird. Die Feuerungstechnologie entspricht der anderer Kraftwerke und findet mithilfe der Rostfeuerung statt. Da der Brennstoff sich zumeist aus unbekannten Stoff zusammensetzt, die potentiell gefährliche Schadstoffe enthalten findet eine Abgasreinigung gemäß 17. BImSchV (Verordnung über Verbrennungsanlagen für Abfälle und ähnliche brennbare Stoffe) statt. Diese Abgasreinigung findet auch bei Müllverbrennungsanlagen eine Anwendung. Die aus der Verbrennung gewonnene Energie wird wie bei einem Dampfkraftwerk an den Verbraucher, die Firma Siegfried, als Prozesswärme weitergegeben. Die Energie der entstehenden Rauchgase wird in einem Abhitzekessel in Prozessdampf verwandelt (ca. 12 MWth) der dann über eine 2,5 km lange, erdverlegte und wärmeisolierte Leitung zur Chemiefabrik der Firma Siegfried zur Weiterverwendung geleitet wird.